# Đại bàng biển Steller
Đại bàng vai trắng, đại bàng Thái Bình Dương hay đại bàng biển Steller, tên khoa học Haliaeetus pelagicus, là một loài chim săn mồi lớn trong gia đình Accipitridae. Nó sống ở vùng ven biển ở Đông bắc Á bao gồm vùng ven biển Viễn Đông của Nga, ven biển Trung Quốc, bán đảo Triều Tiên và quần đảo Nhật Bản, với thức ăn chủ yếu là các loài cá và một số loài chim biển (chim mòng biển, ó biển, hải âu cổ rụt..). Trung bình chúng nặng khoảng 5–9 kg và nó là loài đại bàng lớn nhất thế giới còn tồn tại.. Loài chim này được đặt tên của nhà tự nhiên học người Đức là Georg Wilhelm Steller.

## Tên
Loài này được mô tả lần đầu tiên bởi Peter Simon Pallas vào đầu thế kỷ XIX với tên Aquila pelagica. Sau đó, rất nhiều cái tên chung chung và cụ thể đã được đặt như: pelagicus Haliaetus, Haliaetos pelagica, Faico leucopterus, Faico imperator, Thalassaetus pelagicus, Thalassaetus macrurus, Haliaeetus macrurus và gần đây nhất là pelagicus Thallasoaetus. Bên cạnh tên khoa học thì tên thường của nó còn được gọi là Đại bàng Thái Bình Dương hay Đại bàng vai trắng. Ở Nga, con đại bàng đã được gọi là morskoi Orel (có nghĩa là đại bàng biển) hay pestryi morskoi Orel (đại bàng biển vằn) hoặc beloplechii orlan (đại bàng vai trắng). Còn trong tiếng Nhật, nó được gọi là 0-washi.

## Mô tả
Đây là một trong những loài đại bàng lớn nhất thế giới kể từ khi loài Đại bàng Haast tuyệt chủng. Con cái có trọng lượng từ 6,8 – 9 kg trong khi con đực nhỏ hơn, chỉ khoảng 4,9 – 6 kg. Với trọng lượng trung bình của mình, chúng nặng gấp 3 lần loài Đại bàng vàng, gấp 1,5 lần Đại bàng Philippine. Đại bàng biển Steller cao 85 – 105 cm và sải cánh dài từ 1,95 đến 2,5 m. Xương cổ chân của chúng tương đối ngắn, khoảng 9,5–10 cm còn đuôi là 32 - 34,5 cm.
Đại bàng Steller có màu lông chủ đạo là nâu sẫm và đen. Đuôi của chúng có màu trắng, hình chữ V khi bay. Hai vai của chúng có màu trắng, còn mỏ và chân có màu vàng. Trong mùa sinh sản, tiếng kêu của chúng khá giống với mòng biển.

## Phân bố và môi trường sống
Loài đại bàng này sống nhiều nhất là ở khu vực bán đảo Kamchatka, khu vực ven biển xung quanh biển Okhotsk, hạ lưu của sông Amur và phía bắc Sakhalin, quần đảo Shantar, Nga. Vào mùa đông, chúng sinh sống ở những khu vực xa hơn về phía Nam bao gồm quần đảo Kuril (Nga) và đảo Hokkaidō, Nhật Bản.
Môi trường sống và sinh sản của chúng bao gồm dọc theo bờ biển và khu vực trên các cây lớn dọc theo các con sông.

## Thức ăn
Thức ăn chủ yếu của chúng là cá và loài cá ưa thích nhất là cá hồi. Trong mùa thu, khi cá hồi đẻ trứng và chết đi là nguồn thức ăn dồi dào cho chúng. Trên đảo Hokkaido, thức ăn thu hút loài đại bàng này cá tuyết Thái Bình Dương, nhất là ở khu vực biển Rausu và eo biển Nemuro với lượng thức ăn dồi dào.
Dọc theo sông Amur, cá chiếm 80% lượng thức ăn của đại bàng Steller, nhưng ở một số nơi khác như các đảo và ven biển Okhotsk thì thức ăn vô cùng quan trọng của chúng là các loài chim biển bao gồm vịt, ngỗng, thiên nga, sếu, diệc, hải âu và mòng biển. Một số thức ăn khác của chúng còn có các loài động vật có vú, cua, sò và mực.

## Sinh sản
Tổ của đại bàng biển Steller cao khoảng 15 – 20 m, được xây trên các cây lớn (cao tới 150 m, đường kính 2,5 m). Mùa sinh sản thường vào tháng 2 - 3, còn trứng được đẻ vào tháng 4 - 5. Mỗi lần, con cái đẻ từ 1 - 3 trứng nhưng hầu như chỉ có một con non tồn tại được đến khi trưởng thành. Trứng có màu trắng xanh, với thời gian ấp từ 39 - 45 ngày và sẽ nở. Mối đe dọa đối với trứng của đại bàng Steller đến từ các loài động vật có vú sống trên cây, các loài chim ăn trứng và ăn thịt bao gồm cả chim ưng và gấu nâu. Đến khi trưởng thành thì hầu như loài đại bàng này không có kẻ thù nào.

## Bảo tồn
Đây là một loài đang bị đe dọa bởi sự thay đổi môi trường sống, ô nhiễm công nghiệp và khai thác quá mức cá làm giảm lượng thức ăn của chúng. Hiện nay có khoảng 5.000 cá thể nhưng đang giảm dần, trong đó nhiều nhất là ở khu vực quanh Vịnh Penshina (1200 cặp chim bố mẹ), Kamchatka (320 cặp), bờ biển Okhotsk (500 cặp), quần đảo Shantar (trên 100 cặp)...

## Hình ảnh

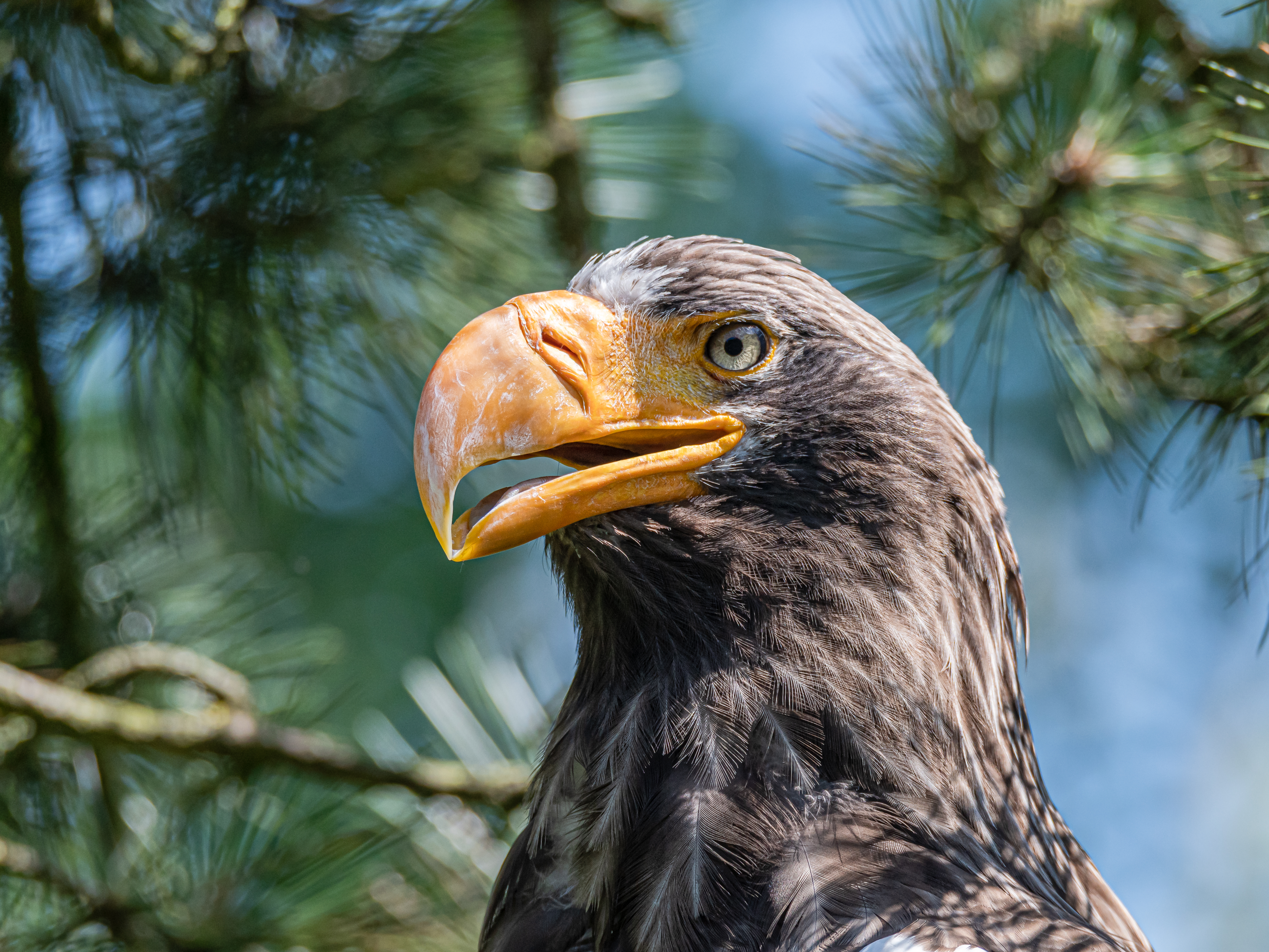
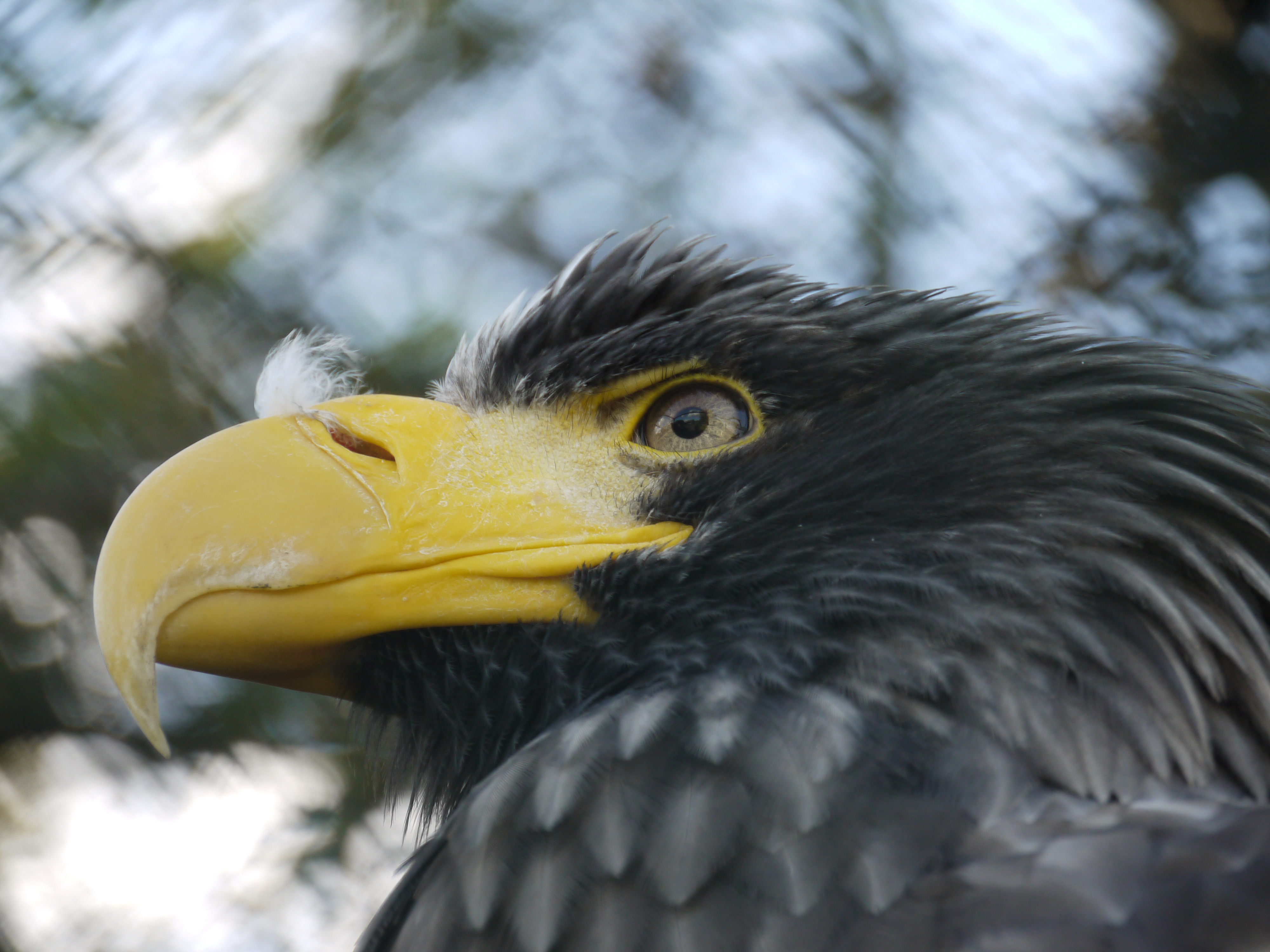
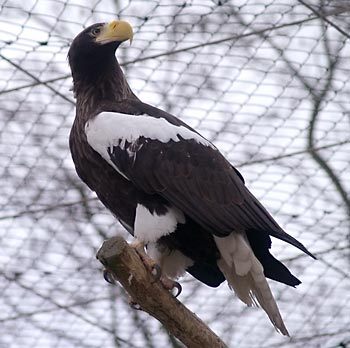
Adult
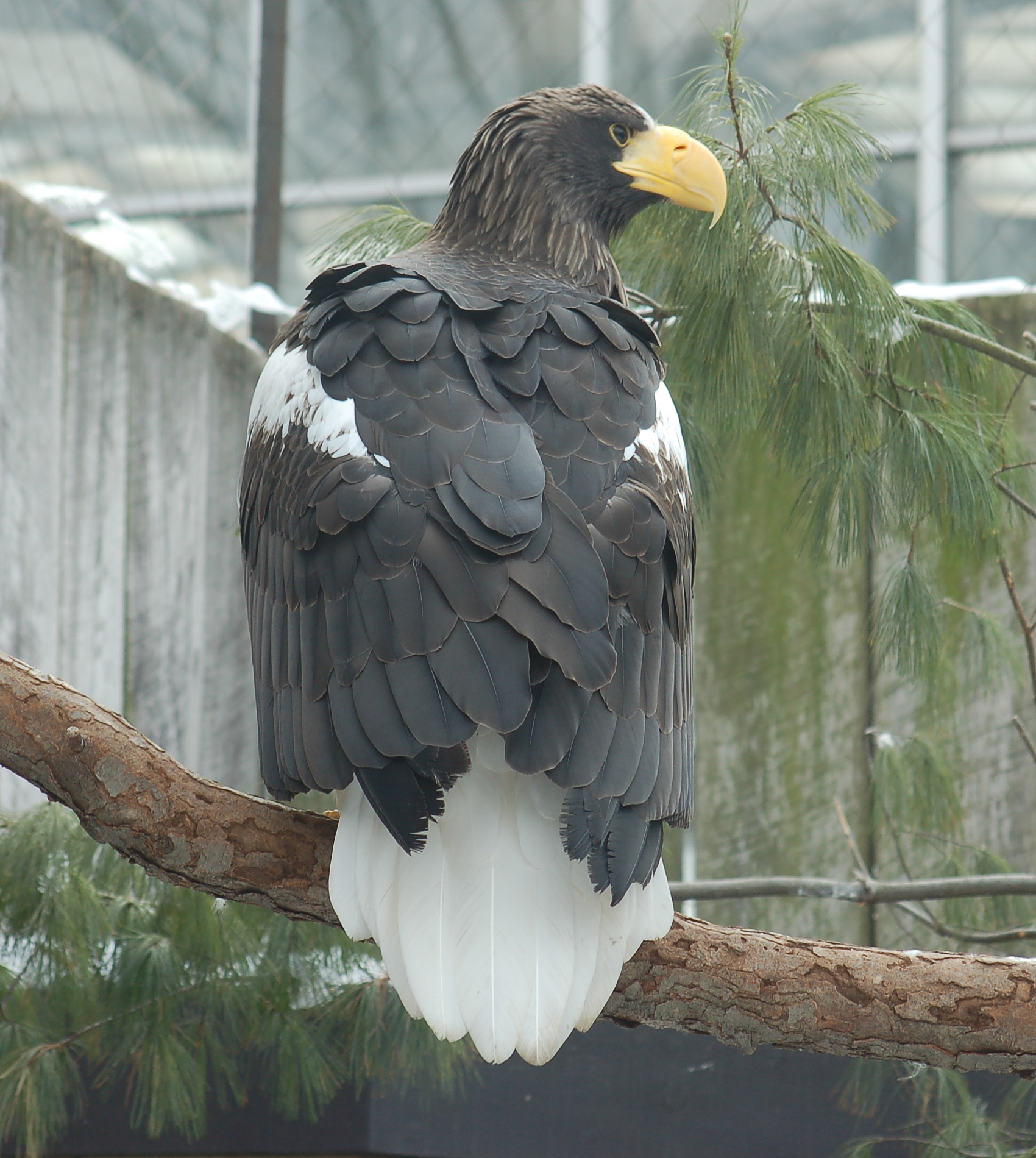
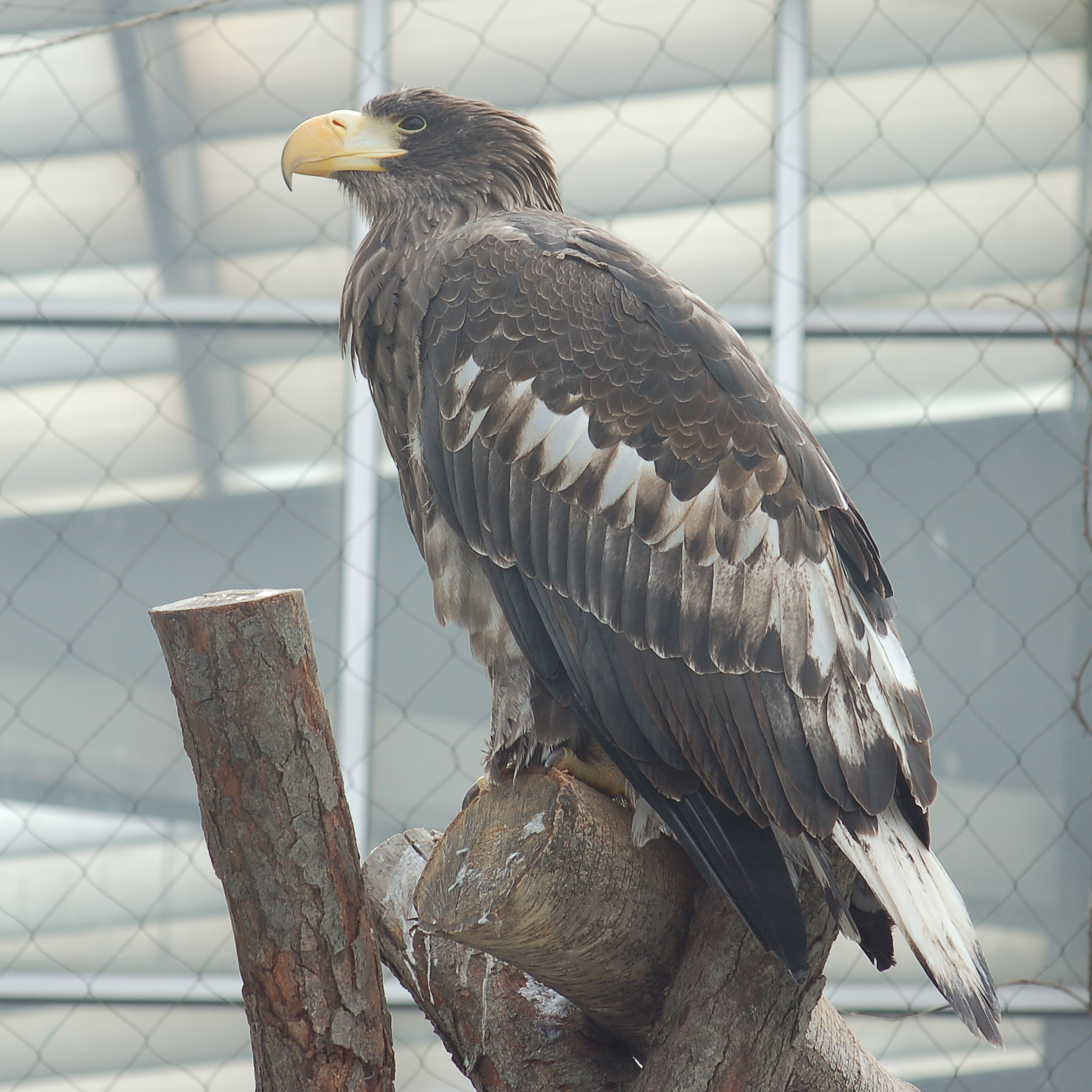